# 北条俊時
北条 俊時（ほうじょう としとき） は、鎌倉時代末期の武士。北条国時の嫡男。
元徳元年11月11日（1329年12月2日）、評定衆に任じられ、同3年1月23日（1331年3月2日）、四番引付頭人に就任した。（『鎌倉年代記』）
元弘3年（1333年）5月22日、鎌倉幕府の滅亡に伴い死去。
『太平記』巻十「塩田父子自害事」によると、父・国時の自害を促すため、自分の腹を掻き切り自害して果てた。